# Genaalde streepvaren
De genaalde streepvaren of jurastreepvaren (Asplenium fontanum) is een varen uit de streepvarenfamilie (Aspleniaceae). Het is een soort van kalkrijke, rotsige bodem, die heel zelden in België en Nederland te vinden is.

## Naamgeving enetymologie
- Duits: Jura-Streifenfarn
- Engels: Smooth spleenwort, Smooth rock-spleenworth
- Frans: Asplénium des fontaines, Doradille de Haller, Doradille des fontaines

De botanische naam Asplenium is afgeleid van Oudgrieks ἄσπληνον, asplēnon (= miltkruid). De soortaanduiding fontanum betekent 'groeiende in of nabij bronnen', alhoewel de plant in de praktijk ook op droge plaatsen voorkomt

## Kenmerken
De genaalde streepvaren is een kleine, altijdgroene terrestrische varen met korte, lichtbruin geschubde, rechtopstaande rizomen en in bundels geplaatste, gegroefde bladstelen, onderaan donker met lichtbruine schubben, naar boven toe groengekleurd en zeer fijn uitlopend. De bladsteel omvat twee C-vormige vaatbundels die naar de top toe samensmelten tot één X-vormige bundel.

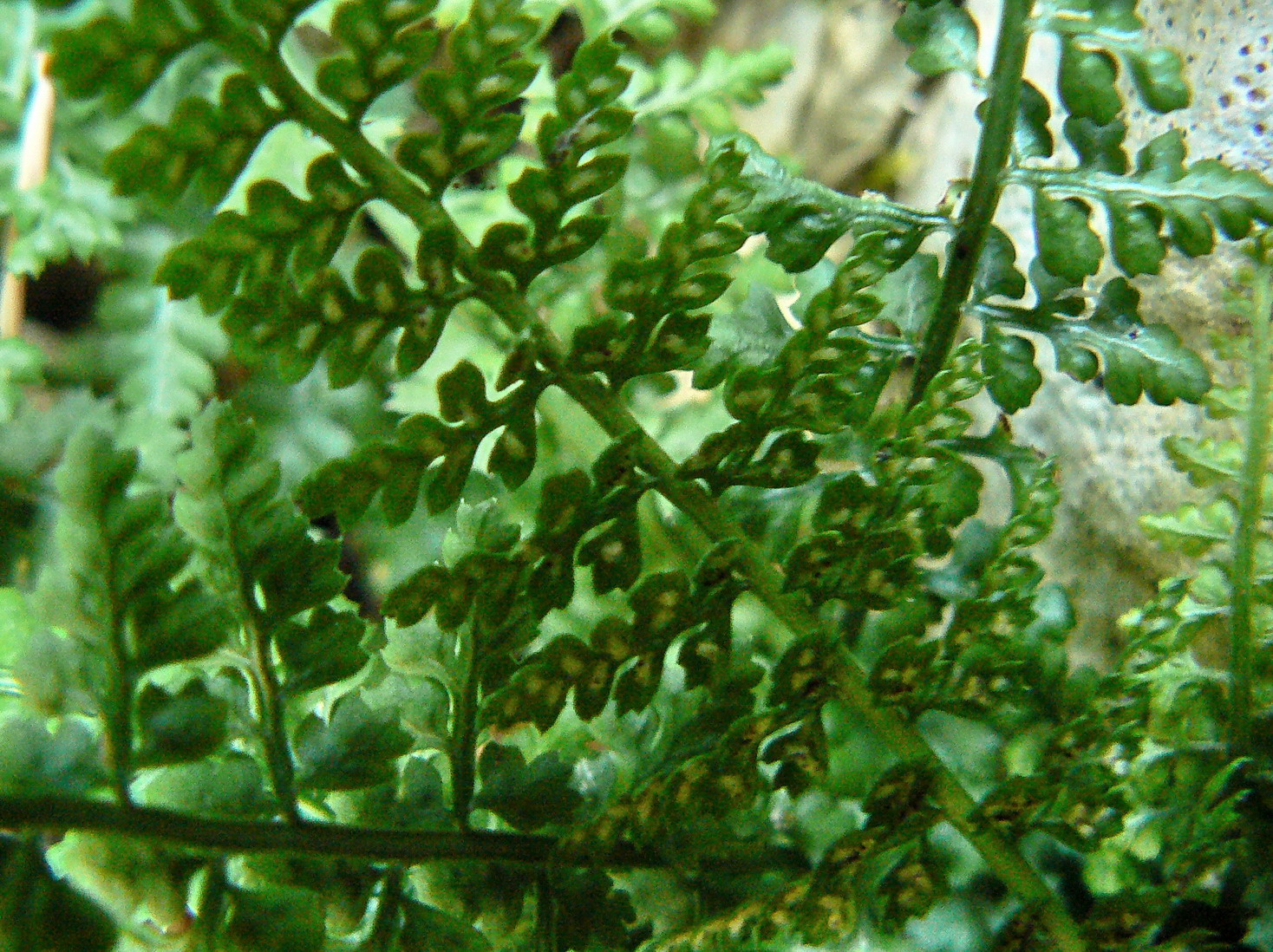
Vruchtbaar blad overdekt met rijpe sporenhoopjes

De bladen zijn driemaal langer dan de steel, eenvormig, de bladschijf tot 15 cm lang en 5 cm breed met de grootste breedte boven het midden, lancetvormig, tweemaal gedeeld, glad en lichtgroen gekleurd. De tien tot twintig paar blaadjes van tweede orde zijn alternerend langs de steel geplaatst, en dragen twee tot vijf paar blaadjes van derde orde. De bladranden zijn ruw gezaagd, en aan de top genaald.
De sporenhoopjes zijn streepvormig en liggen alleen of in kleine hoopjes langs de nerven aan de onderzijde van het blad. De jonge sporenhoopjes worden afgesloten door een wit dekvliesje dat later verdwijnt, waarna de rijpe bruine sporenhoopjes de volledige onderzijde van het blad bedekken.

## Habitat
De genaalde streepvaren komt voor op rotsige, kalkrijke tot vrij zure bodem, op beschaduwde of halfbeschaduwde plaatsen, en in vochtige tot relatief droge omstandigheden. Vaak is hij te vinden in spleten onder overhangende rotswanden aan de rand van het bos, in rotsige bermen, oeverwallen, en oude, schaduwrijke puinhellingen. Ook soms op vochtige muren, putwanden en kademuren.

## Voorkomen
De genaalde streepvaren is wijd verspreid van Zuidwest-Europa tot in de Himalaya. Noordelijk komt ze niet veel verder dan de Alpen en de Jura, heel zelden tot in België en Nederland.
In Nederland is de soort eenmaal aangetroffen op een kademuur in Amsterdam; in België werd ze eenmaal gevonden in Vlaanderen en komt ze zeldzaam voor in de Maasvallei.
Een melding uit Buckinghamshire (Groot-Brittannië) berust waarschijnlijk op een foutieve determinatie.

## Verwante en gelijkende soorten
Verwarring is mogelijk met de groensteel (Asplenium viride), Asplenium jahandiezii en met Woodsia alpina. De genaalde streepvaren kan van deze onderscheiden worden door de verspreid staande en fijn ingesneden blaadjes en de streepvormige sporenhoopjes.

## Zeldzaamheid en bescherming
De genaalde streepvaren wordt in Vlaanderen en Nederland niet vermeld op de Rode lijsten, maar in Wallonië wel.